# 1. deild islandzka w piłce nożnej (2009)
1. deild 2009 – 55. edycja 2 poziomu rozgrywek piłki nożnej na Islandii. 
Brało w niej udział 12 drużyn, które w okresie od 10 maja do 19 września 2009 rozegrały 22 kolejki meczów. Promocję uzyskały Selfoss i Haukar.

## Drużyny
| Uczestnicy poprzedniej edycji                                                                                 | Uczestnicy poprzedniej edycji | Uczestnicy poprzedniej edycji | Uczestnicy poprzedniej edycji |
| --- | ----------------------------- | ----------------------------- | ----------------------------- |
| SEL | Selfoss                       | 3                             |                               |
| KA | KA Akureyri                   | 4                             |                               |
| VÍR | Víkingur Reykjavík            | 5                             |                               |
| HAU | Haukar                        | 6                             |                               |
| LEI | Leiknir                       | 7                             |                               |
| ÞÓR | Þór Akureyri                  | 8                             |                               |
| KFF | Fjarðabyggð                   | 9                             |                               |
| VÍO | Víkingur Ólafsvík             | 10                            |                               |
| Spadek z Úrvalsdeild                                                                                          |                               |                               |                               |
| HKÓ | HK                            | 11                            |                               |
| ÍA | Akraness                      | 12                            |                               |
| Awans z 2. deild karla                                                                                        |                               |                               |                               |
| ÍRE | ÍR                            | 1                             |                               |
| AFT | Afturelding                   | 2                             |                               |
| Oznaczenia: - kolumna pierwsza – skróty nazw drużyn, - kolumna trzecia – miejsce zajęte w poprzednim sezonie. |                               |                               |                               |

## Tabela
| Lp. | Drużyna               | M  | Z  | R | P  | B+ | B- | +/– | Pkt | Awans lub spadek         |
| --- | --------------------- | -- | -- | - | -- | -- | -- | --- | --- | ------------------------ |
| 1   | Selfoss (M, A)        | 22 | 15 | 2 | 5  | 53 | 26 | +27 | 47  | awans do Úrvalsdeild     |
| 2   | Haukar (A)            | 22 | 13 | 5 | 4  | 44 | 28 | +16 | 44  | awans do Úrvalsdeild     |
| 3   | HK                    | 22 | 11 | 3 | 8  | 36 | 28 | +8  | 36  |                          |
| 4   | Fjarðabyggð           | 22 | 11 | 3 | 8  | 32 | 33 | −1  | 36  |                          |
| 5   | KA                    | 22 | 10 | 5 | 7  | 32 | 24 | +8  | 35  |                          |
| 6   | Þór Akureyri          | 22 | 10 | 1 | 11 | 33 | 35 | −2  | 31  |                          |
| 7   | Leiknir Reykjavík     | 22 | 7  | 8 | 7  | 32 | 33 | −1  | 29  |                          |
| 8   | ÍR Reykjavík          | 22 | 9  | 2 | 11 | 40 | 46 | −6  | 29  |                          |
| 9   | ÍA                    | 22 | 7  | 7 | 8  | 26 | 27 | −1  | 28  |                          |
| 10  | Víkingur Reykjavík    | 22 | 7  | 5 | 10 | 36 | 34 | +2  | 26  |                          |
| 11  | Afturelding (S)       | 22 | 3  | 7 | 12 | 25 | 45 | −20 | 16  | spadek do 2. deild karla |
| 12  | Víkingur Ólafsvík (S) | 22 | 3  | 4 | 15 | 24 | 54 | −30 | 13  | spadek do 2. deild karla |

## Wyniki
| Gospodarz \ Gość   | AFT | KFF | HAU | HK  | ÍA  | ÍR  | KA  | LER | SEL | VÍO | VÍK | ÞÓR |
| ------------------ | --- | --- | --- | --- | --- | --- | --- | --- | --- | --- | --- | --- |
| Afturelding        |     | 3–2 | 1–1 | 1–3 | 1–1 | 3–3 | 0–0 | 1–1 | 0–4 | 3–0 | 2–2 | 1–4 |
| Fjarðabyggð        | 0–1 |     | 1–1 | 3–2 | 4–2 | 4–3 | 0–3 | 1–0 | 0–4 | 1–0 | 3–2 | 2–0 |
| Haukar             | 3–0 | 3–1 |     | 2–1 | 3–2 | 1–3 | 3–1 | 1–1 | 3–2 | 3–1 | 2–2 | 1–2 |
| HK                 | 1–0 | 0–1 | 0–2 |     | 2–1 | 3–1 | 2–3 | 1–1 | 1–2 | 4–1 | 1–2 | 3–0 |
| ÍA                 | 1–0 | 3–1 | 0–1 | 0–0 |     | 1–0 | 1–1 | 1–1 | 1–2 | 0–0 | 1–1 | 1–2 |
| ÍR Reykjavík       | 2–1 | 0–1 | 3–0 | 3–1 | 0–2 |     | 2–0 | 2–1 | 2–5 | 4–3 | 2–4 | 1–0 |
| KA                 | 2–1 | 0–0 | 1–0 | 1–3 | 0–1 | 5–3 |     | 0–2 | 2–0 | 3–0 | 2–1 | 2–0 |
| Leiknir Reykjavík  | 3–2 | 1–2 | 0–2 | 0–1 | 1–1 | 2–1 | 0–0 |     | 4–0 | 3–2 | 1–5 | 4–4 |
| Selfoss            | 6–1 | 2–1 | 2–2 | 1–2 | 4–2 | 2–0 | 1–1 | 3–1 |     | 3–0 | 1–0 | 1–0 |
| Víkingur Ólafsvík  | 3–1 | 1–1 | 1–4 | 0–1 | 0–2 | 2–2 | 0–3 | 2–2 | 1–6 |     | 1–4 | 2–0 |
| Víkingur Reykjavík | 0–0 | 1–3 | 1–3 | 1–1 | 0–2 | 4–1 | 1–0 | 1–2 | 1–2 | 1–2 |     | 2–1 |
| Þór Akureyri       | 3–2 | 1–0 | 2–3 | 2–3 | 3–0 | 1–2 | 3–2 | 0–1 | 1–0 | 3–2 | 1–0 |     |

## Najlepsi strzelcy
| Bramki | Strzelcy                    | Drużyna            |
| ------ | --------------------------- | ------------------ |
| 19     | Sævar Þór Gíslason          | Selfoss            |
| 16     | Árni Freyr Guðnason         | ÍR Reykjavík       |
| 15     | Dávid Disztl                | KA                 |
| 10     | Einar Sigþórsson            | Þór Akureyri       |
| 10     | Jakob Spangsberg Jensen     | Víkingur Reykjavík |
| 10     | Jóhann Ragnar Benediktsson  | Fjarðabyggð        |
| 10     | Garðar Ingvar Geirsson      | Haukar             |
| 8      | Andri Júlíusson             | ÍA                 |
| 8      | Ólafur Hrannar Kristjánsson | Leiknir Reykjavík  |
| 7      | Hjörtur Júlíus Hjartarson   | Selfoss            |
| 7      | Albert Ásvaldsson           | Afturelding        |
| 7      | Hreinn Hringsson            | Þór Akureyri       |

Źródło: 